# John Michael McDonagh
John Michael McDonagh (Londra, 7 novembre 1967) è un regista e sceneggiatore irlandese.

## Biografia
Regista irlandese, ma con cittadinanza anche britannica essendo nato a Londra, è noto perlopiù per i suoi film Un poliziotto da happy hour (2011) e Calvario (2014). È il fratello maggiore del regista e sceneggiatore Martin McDonagh.

## Filmografia

### Regista e sceneggiatore
- The Second Death (2000) - cortometraggio
- Un poliziotto da happy hour (The Guard) (2011)
- Calvario (Calvary) (2014)
- Crazy Dirty Cops (War on Everyone) (2016)
- The Forgiven (2021)

### Sceneggiatore
- Ned Kelly, regia di Gregor Jordan (2003)